# Provozovatel drážní dopravy

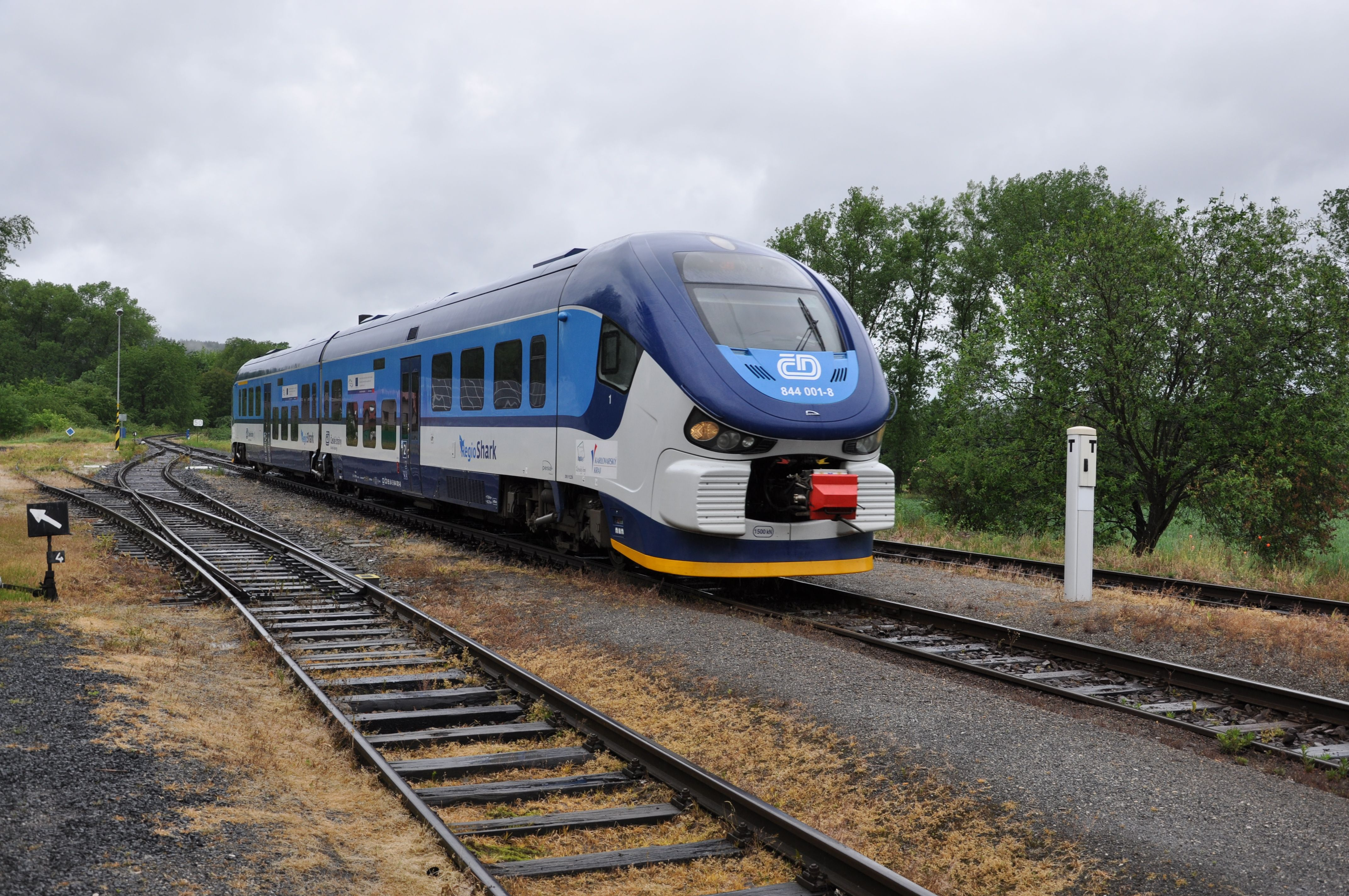
Vozidlo provozovatele drážní dopravy, v tomto případě Českých drah

Provozovatel drážní dopravy (dopravce na dráze, dopravce v drážní dopravě) je fyzická nebo právnická osoba, která je na základě osvědčení dopravce, licence vydaných příslušným drážním správním úřadem a přidělené kapacity dopravní cesty oprávněna provozovat drážní dopravu. Pro železniční dráhy kromě speciálních (např. metra) je drážním správním úřadem Drážní úřad, pro ostatní dráhy hlavní město Praha a obce s rozšířenou působností státní správy.
Provozovat drážní dopravu znamená:
- u veřejné dopravy – uspokojovat přepravní potřeby podle předem známých přepravních podmínek (přepravovat osoby nebo zboží za předem známou cenu jízdenky a podle vyhlášeného jízdního řádu),
- u neveřejné dopravy – uspokojovat individuální přepravní potřeby podle smluvních podmínek zúčastněných partnerů (nemusí všichni platit stejně).

K provozování drážní dopravy mj. potřebuji drážní vozidla (lokomotivy, vozy osobní nebo nákladní) a pracovníky kteří provoz těchto vozidel zajišťují (strojvedoucí, vlakvedoucí, průvodčí, posunovače, uklízečky), skladiště zboží (zavazadlové manipulanty, prodejce jízdenek) a pracovníky, kteří zajišťují údržbu a opravy vozidel (pokud se tyto služby nenakupuji).

## Udělení licence
Licence k provozování drážní dopravy může být udělena za podmínek mj. že:
- fyzická osoba, nebo její odpovědný zástupce, jsou svéprávní, jsou starší 18 let, a alespoň jeden z nich je odborně způsobilý, tzn.:
  - má ukončené VŠ vzdělání ekonomické, technické, dopravní nebo právní a má praxi v délce tří let v řídící činnosti v oboru drážní dopravy, nebo
  - má ukončené ÚSO vzdělání ekonomické, technické nebo dopravní a má praxi v délce pěti let v řídící činnosti v oboru drážní dopravy,
- oba jsou bezúhonní, tj. nebyli odsouzeni za trestný čin spáchaný z nedbalostí který souvisí s povolovanou činností nebo za jakýkoliv jiný úmyslný trestný čin,
- jedná-li se o provozovaní dráhy dráhy celostátní nebo regionální prokáže finanční dostatečnost, která se prokazuje:
  - obchodním majetkem,
  - objemem finančních prostředků včetně úvěrů,
  - dokladem o financování drážních vozidel,
  - podnikatelským plánem na první rok činnosti,
  - auditorem ověřenou účetní uzávěrku za minulý rok, pokud podnikal.

## Povinnosti provozovatele drážní dopravy
provozovatel drážní dopravy je mj. povinen: (stručný výčet)
- provozovat drážní dopravu podle podmínek stanovených v licenci a ve smlouvě s provozovatelem dráhy,
- vydat prováděcí předpisy pro údržbu drážních vozidel,
- zajistit odbornou a zdravotní způsobilost osob provozujících drážní dopravu včetně pravidelného školení a přezkušování,
- provozovat určená technická zařízení jen s platnými průkazy způsobilosti,
- zajistit, aby drážní vozidla řídily jen osoby s platným průkazem způsobilosti k řízení a drážní dopravu provozovaly jen osoby zdravotně způsobilé.
- při provozování veřejné drážní dopravy zajistit věci jako: zveřejnění přepravních podmínek, jízdních řádů, označit cíl cesty u souprav pro cestující, vytvářet podmínky pro přepravu rodin s dětmi a osob omezeně se pohybujících, zajistit lékařskou pomoc, zabezpečit náhradní přepravu při poruše, atd.

Neplnění povinností je hodnoceno jako správní delikt a může podle druhu následovat pokuta až do výše 1 mil. Kč.

## Dopravci na železničních drahách
Provozovatel drážní dopravy může být na dané dráze zároveň i provozovatelem dráhy. Jedná-li se v tomto případě o dráhu celostátní nebo regionální, musí mít osoba, která je na této dráze zároveň dopravcem i provozovatelem dráhy, oddělené účetnictví pro obě činnosti. Dopravce na celostátní a regionální dráze musí také vést oddělené účetnictví pro osobní a nákladní dopravu. Tato opatření mají zabránit tzv. křížovému financování, kdy jsou finanční prostředky získané z jedné činnosti přelévány do druhé činnosti a tím je omezena konkurence mezi dopravci.
Všichni provozovatelé drážní dopravy s platnou licencí mají mít podle zákona rovný přístup na všechny celostátní i regionální dráhy bez ohledu na to, kdo je provozovatelem takové dráhy. Tato zásada neplatí na vlečkách. Správa železnic, státní organizace, přijímá žádosti drážních dopravců, kteří chtějí provozovat dopravu na státních dráhách. Jednu trať může užívat i více dopravců, Správa železnic jim proto v souladu se zákonem přiděluje kapacitu dopravní cesty. Dopravce hradí vlastníkovi (správci) dopravní cesty poplatek za užívání dráhy. Maximální výše poplatku za použití dopravní cesty ve správě Správy železnic je stanovena cenovým výměrem Ministerstva financí.
Z historických důvodů jsou největším provozovatelem drážní dopravy v Česku České dráhy, v nákladní dopravě jejich dceřiná společnost ČD Cargo. Mezi další firmy provozující pravidelnou osobní drážní dopravu patří RegioJet, Leo Express a ARRIVA vlaky. Mezi nejvýznamnější nákladní dopravce patří PKP Cargo International, Unipetrol Doprava a METRANS Rail.

## Dopravci na městských a lanových drahách
Na železniční dráze speciální (metro), tramvajové dráze, trolejbusové dráze a lanové dráze působí obvykle jediný dopravce, který je zároveň provozovatelem dráhy. Většinou jsou to podniky vlastněné zcela nebo převážně městem (městské dopravní podniky).

## Závazek veřejné služby
Dotovanou dopravu si u dopravců objednává stát, kraje a obce (v samostatné působnosti) a sjednává ji s nimi v rámci tzv. závazku veřejné služby. Stát (prostřednictvím Ministerstva dopravy) objednává některé dálkové vlaky, kraje takzvanou základní dopravní obslužnost a obce takzvanou ostatní dopravní obslužnost, do níž patří i městská hromadná doprava. Takoví objednatelé mají povinnost uhradit dopravci prokazatelnou ztrátu vypočtenou podle zákona. Objednávat dopravu si u dopravců však mohou i další subjekty nebo ji dopravci mohou provozovat na vlastní náklady.
Ministerstvo dopravy a kraje zatím ne vždy dbají rovnosti dopravců na železničním trhu a ze zvyku i z jiných důvodů mnohdy upřednostňují České dráhy, i když o uzavření smlouvy o závazku veřejné služby požádá včas jiný dopravce. V Karlovarském kraji sice v roce 2005 poptávkové řízení kraje na provozování dopravy na jedné z tratí od roku 2006 po dobu pěti let uspěl dopravce Viamont, ale SŽDC mu nepřidělila kapacitu dopravní cesty a Ministerstvo dopravy na svém webu veřejně bojkotovalo výsledky poptávkového řízení propagací plánů Českých drah, které hodlají i nadále v této trase provozovat dotovanou dopravu. První kolo výběrového řízení Ministerstva dopravy na provozování rychlíků na některých tratích bylo zrušeno a ve druhém kole byly zadávací podmínky přizpůsobeny nabídce Českých drah z prvního kola, České dráhy uspěly s evidentně dumpingovými cenami. Kromě Libereckého a Karlovarského kraje zatím žádný kraj výběrová řízení na zajištění dopravní obslužnosti nevyhlásil.

## Související právní předpisy
- Zákon č. 266/1994 Sb., o dráhách, ve znění novějších zákonů
- Vyhláška MDS č. 429/2001 Sb. o podrobnostech prokazování finanční způsobilosti k provozování dráhy celostátní nebo dráhy regionální, o způsobu prokazování finanční způsobilosti k provozování drážní dopravy na dráze celostátní nebo na dráze regionální a o doplňkových přepravních službách
- Vyhláška MD č. 241/2005 Sb., o prokazatelné ztrátě ve veřejné drážní osobní dopravě a o vymezení souběžné veřejné osobní dopravy
- Vyhláška MD č. 351/2004 Sb., o rozsahu služeb poskytovaných provozovatelem dráhy dopravci
- Vyhláška č. 501/2005 Sb., o vymezení nákladů provozovatele dráhy spojených s provozováním a zajišťováním provozuschopnosti, modernizace a rozvoje železniční dopravní cesty
- Výměr MF č. 01/2006 ze dne 6. prosince 2005, kterým se vydává seznam zboží s regulovanými cenami (příloha č. 4: maximální ceny a určené podmínky za použití vnitrostátní železniční dopravní cesty celostátních a regionálních drah při provozování drážní dopravy)